# Ctenus decemnotatus
Ctenus decemnotatus är en spindelart som beskrevs av Simon 1910. Ctenus decemnotatus ingår i släktet Ctenus och familjen Ctenidae.
Artens utbredningsområde är Guinea-Bissau. Inga underarter finns listade i Catalogue of Life.